# IC 1314
IC 1314 је звијезда или звијезде у сазвјежђу Лисица која се налази на листи објеката дубоког неба у Индекс каталогу.
Деклинација објекта је + 25° 5' 0" а ректасцензија 20h 17m 0,0s.